# Jean-Daniel Dätwyler
Jean-Daniel Dätwyler (* 12. April 1945 in Villars-sur-Ollon) ist ein ehemaliger Schweizer Skirennfahrer. Er fuhr ausschliesslich Abfahrten.
Im Skiweltcup gewann Dätwyler zwei Rennen. Je zweimal fuhr er auf den zweiten bzw. dritten Platz. Dazu kommen 20 weitere Platzierungen unter den besten zehn. Sein grösster Erfolg war der Gewinn der Abfahrts-Bronzemedaille bei den Olympischen Winterspielen 1968. Dätwyler beendete seine Karriere im Februar 1972. Heute führt er ein Sportgeschäft in Villars-sur-Ollon.

## Weltcupsiege

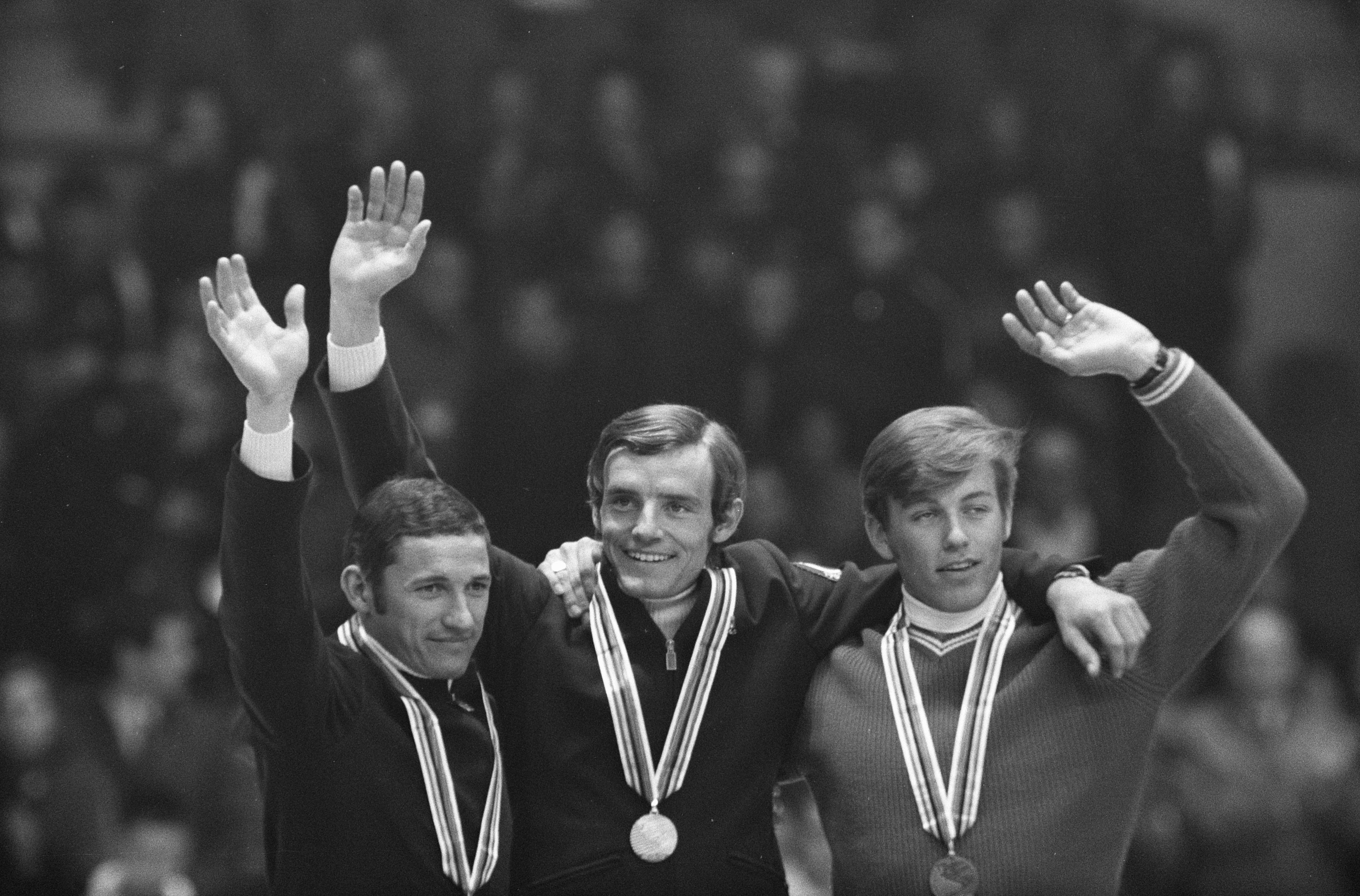
Jean-Daniel Dätwyler (rechts) in Grenoble 1968, mit Jean-Claude Killy
(Mitte) und Guy Périllat (links)

| Datum            | Ort    | Land       | Disziplin |
| ---------------- | ------ | ---------- | --------- |
| 14. Februar 1969 | Gröden | Italien    | Abfahrt   |
| 29. Januar 1971  | Megève | Frankreich | Abfahrt   |